# Théodore de Bry
Théodore de Bry (ur. w 1528 w Liège, zm. 27 marca 1598 we Frankfurcie nad Menem) – flamandzki kartograf, złotnik, rysownik i rytownik.

## Życiorys
Wraz z rodziną uciekł przed prześladowaniami religijnymi do Frankfurtu nad Menem i tam od 1570 roku prowadził oficynę drukarską. Jest autorem rycin do  Emblemata nobilitati. (1592), Emblematum liber... autorstwa francuskiego poety J.-J. Boissarda (1593). W latach 1590 -1633 wydał książkę Collectiones peregrinationum in Indiam orientalem et Indiam occidentalem, opisującą zbrodnie konkwistadorów w Amerykach, którą również zilustrował. Książka, zawierająca głównie ilustracje, wydana została w częściach: pierwsza znana była jako Grands voyages (Wielkie podróże) a druga, mniejsza, podręczna jako Petits voyages (Małe podróże). Obie wersje tej publikacji w znacznym stopniu przyczyniły się do powstania tzw. czarnej legendy Hiszpanii.
Jego wydania osiągają obecnie wartość do 450 tysięcy dolarów.